# Weihrauchstraße – Wüstenstädte im Negev
Die Weihrauchstraße ist eine alte, etwa 2400 Kilometer lange Handelsstraße von Oman und Jemen durch Saudi-Arabien und dann durch die Negev-Wüste bis zum Hafen von Gaza, von wo Güter ins antike Griechenland und ins Römische Reich verschifft wurden. Auf der Route wurden vom 3. Jahrhundert v. Chr. bis ins 2. Jahrhundert n. Chr. insbesondere Weihrauch und Myrrhe von Karawanen transportiert. Verbunden mit dem Handel war auch der soziale und kulturelle Austausch zwischen dem Orient und Okzident (Abendland).

## UNESCO-Welterbe
Das nördliche Ende der Weihrauchstraße wurde im Jahr 2005 mit dem Titel Weihrauchstraße – Wüstenstädte im Negev von der UNESCO als Weltkulturerbe gewürdigt und gehört somit zum Welterbe in Israel. Es umfasst die vier Städte Awdat, Mamshit, Schivta und Elusa (oder auch Haluza) sowie die vier Festungen Kazra, Nekarot, Makhmal, Grafon und die zwei Karawansereien Moa und Saharonim. Die vier Wüstenstädte werden als Nationalparks in Israel durch die Israel Nature and Parks Authority (INPA) öffentlich zugänglich gemacht.

## Bedeutung
Die 10 Orte, Wüstenstädte, Festungen und Karawansereien, haben der Kontrolle der nördlichen Route der Weihrauchstraße von der nabatäischen Hauptstadt Petra nach Gaza bzw. Damaskus durch die Nabatäer, der Versorgung der Karawanen auf der Grundlage einer großflächigen Landwirtschaft und dem Handel gedient. Für die Versorgung mit Nahrungsmitteln und Wasser war das außergewöhnliche Bewässerungssystem der Nabatäer, die sogenannte Sturzwasserlandwirtschaft, mit Staudämmen, Zisternen, Wasserkanälen und Wasserspeicher, im extrem ariden Klima der Negev-Wüste von entscheidender Bedeutung. Die Ruinen der Wüstenstädte zeugen von der hochentwickelten nabatäischen Stadtplanung und einem gehobenen Wohlstand auf der Grundlage von Handel und Landwirtschaft wie auch von dem kulturellen Wandel bei der Ausbreitung der christlichen Kultur am Ende der römischen und zu Beginn der byzantinischen Zeit. Nachdem der Gewürzhandel Ende des 2. Jahrhunderts weniger ertragreich wurde, wurde der Schwerpunkt auf die Landwirtschaft, insbesondere Weinanbau und Pferdezucht gelegt. Nach der arabischen Eroberung im Jahre 636 wurden die Wüstenstädte verlassen.